# Свети Димитър (Черпища)
Вижте пояснителната страница за други значения на Свети Димитър.
„Свети Димитър“ (на гръцки: Αγίου Δημητρίου) е православна църква в нигритското село Черпища (Терпни), Гърция, част от Сярската и Нигритска епархия. Църквата е гробищен и енорийски храм, разположен в южната част на селото. Църквата е издигната в 1740 година според надпис в олтара. По-късно пострадва при пожар и е възстановена като балилика. Има стенописи от XVIII век и красиви резбовани дървени тавани. Иконите на иконостаса са изписани между 1865 и 1885 година.
Към енорията принадлежат и параклисите „Животворящ източник“ и „Образ Неръкотворен“.